# Wehnerstraße (München)
Die Wehnerstraße, benannt nach dem Politiker Anton von Wehner (1850–1915), ist eine Straße im Münchner Stadtteil Pasing, die in der Mitte der 1890er Jahre im Rahmen der Entwicklung der Waldkolonie Pasing angelegt wurde.  
Die Wehnerstraße, ursprünglich als Hermannstraße bezeichnet, verbindet die Straße Am Stadtpark mit der Maria-Eich-Straße und quert dabei die Wilhelm-Hey-Straße.
Sie wurde zunächst locker mit Villen des Baumeisters und Begründers der Waldkolonie Pasing Louis Ende (1840–1900) bebaut. Erst im Laufe des 20. Jahrhunderts wurde die Bebauung vollendet.

## Anfahrt
Mit Bus 160 Haltestelle Wehnerstraße.

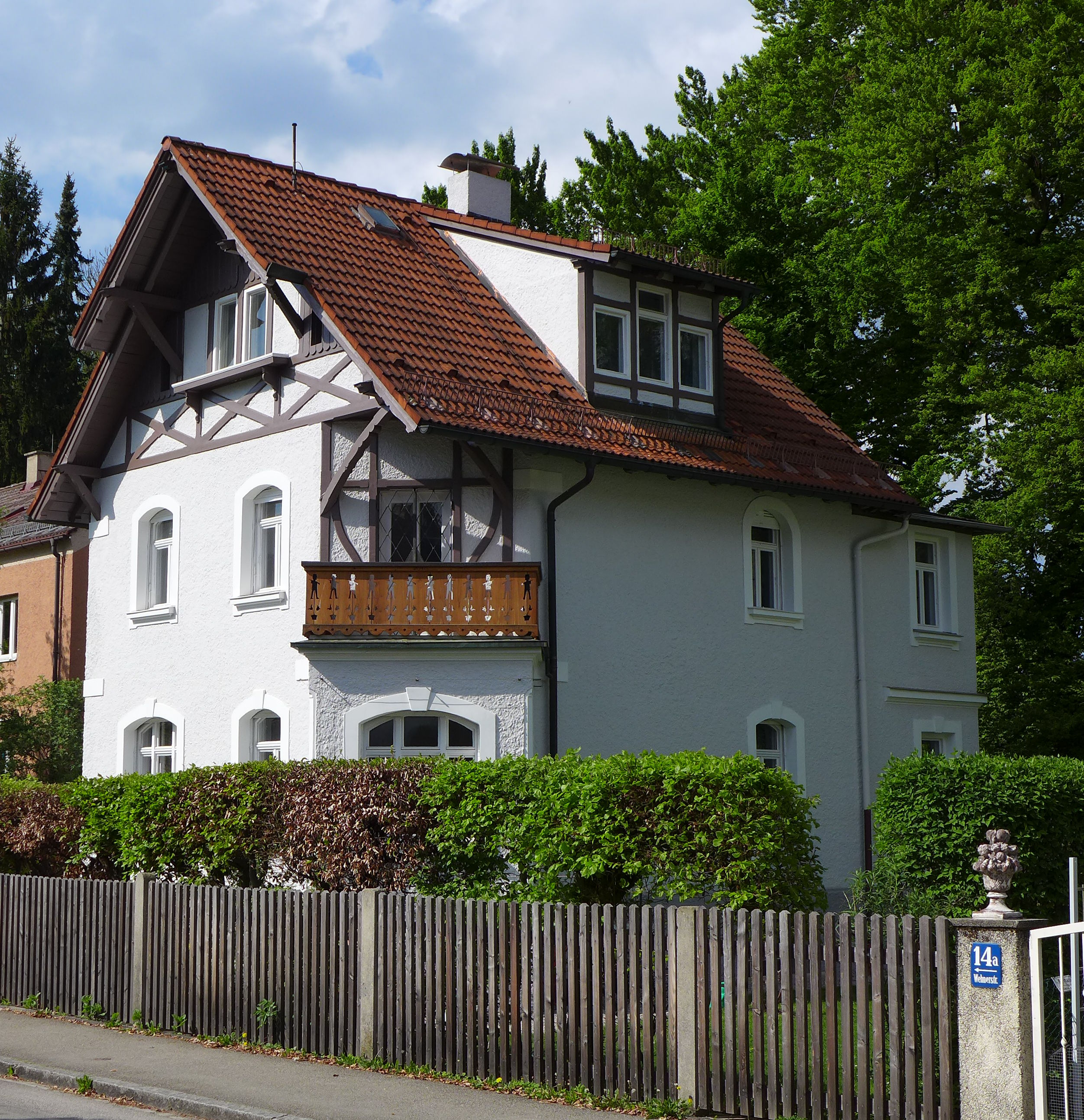
Villa Wehnerstraße 16 im Stadtteil Pasing von München

## Baudenkmäler in der Wehnerstraße
- Wehnerstraße 7 (Villa)
- Wehnerstraße 11 (Villa)
- Wehnerstraße 16 (Villa)
- Wehnerstraße 19 (Villa)
- Wehnerstraße 20 (Villa)